# Buila Katiavala
Buila Katiavala (Kananga, 13 maggio 1976) è un ex cestista della Repubblica Democratica del Congo naturalizzato angolano.

## Carriera
Con l'Angola ha disputato i Giochi olimpici di Sydney 2000 e i Campionati africani del 2001.